# Albert Ernst (Offizier)
Albert Ernst (1944)

Link zum Bild

Albert Ernst (geboren 15. November 1912 in Fallersleben; gestorben 21. Februar 1986 in Iserlohn) war ein deutscher Offizier der Panzertruppe der Wehrmacht. Er ist unter anderem für seine Beteiligung an der kampflosen, unblutigen Übergabe der Stadt Iserlohn an US-amerikanische Truppen im April 1945 in Erinnerung, obgleich er seine Rolle dabei überhöhte.

## Biografie

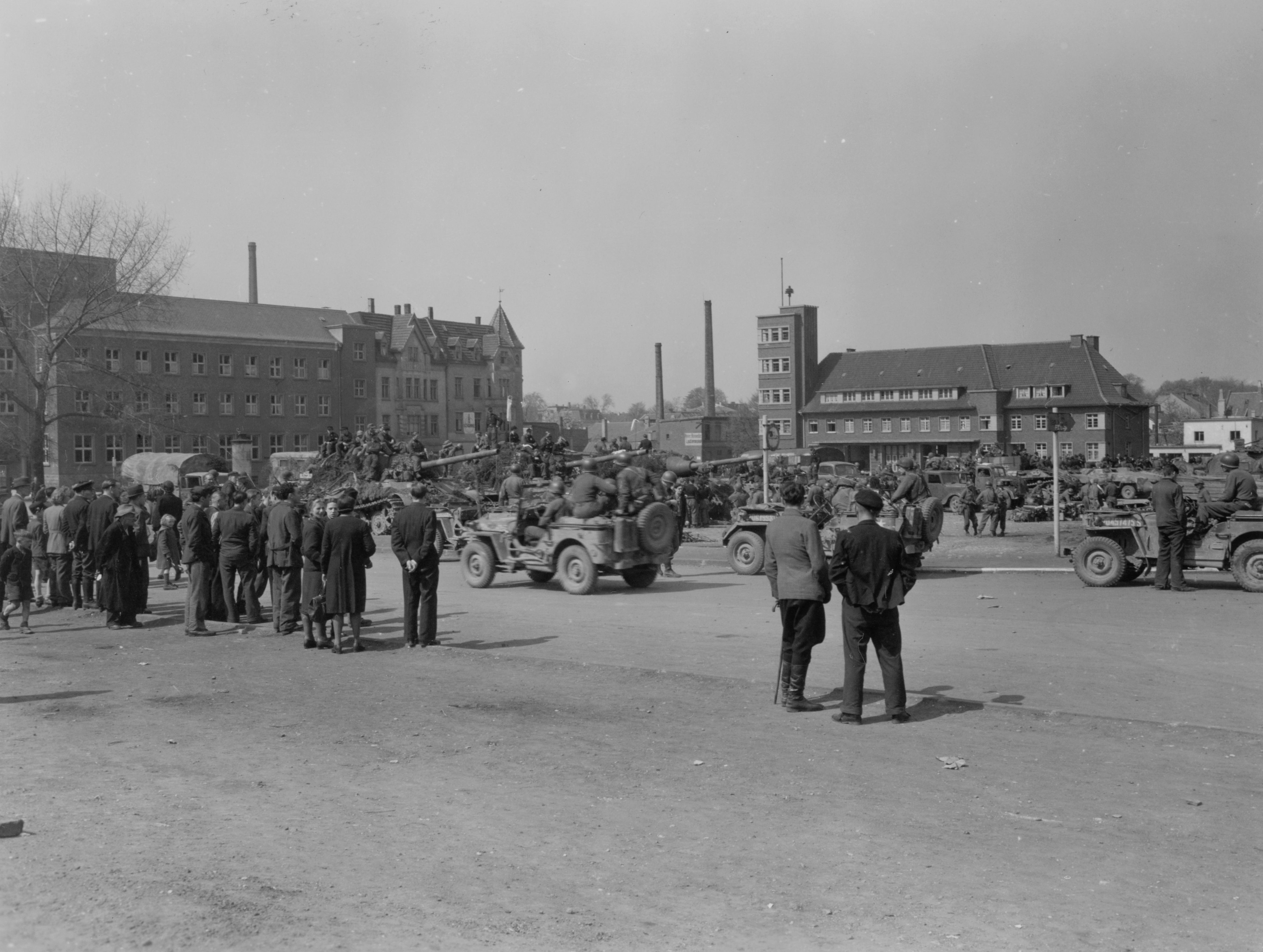
Kapitulation der Kampfgruppe Ernst am 16. April 1945 auf dem Schillerplatz in Iserlohn

Albert Ernst, seit 1930 Soldat der Reichswehr, war bei Beginn des Zweiten Weltkriegs bei der Panzertruppe eingesetzt. Im Dezember 1943 schoss Ernst bei Witebsk mit einem Panzerjäger „Nashorn“ an einem Tag 14 sowjetische Panzer ab. Für diese Leistung wurde ihm im Januar 1944 das Ritterkreuz verliehen. Bis zum Sommer 1944 stand er im Rang eines Leutnants und Zugführers der schweren Panzerjäger-Abteilung 519. Im Februar 1945 wechselte er als Oberleutnant zur 1. Kompanie der in Paderborn (Senne) neu aufgestellten schweren Panzerjäger-Abteilung 512. Diese war mit dem Jagdpanzer VI Jagdtiger ausgerüstet und, so Ralf Blank, eine der „wenigen noch wirklich ‚schlagkräftigen‘ deutschen Einheiten im ‚Ruhrkessel‘.“ Ernsts Kompanie nahm an den Kämpfen um die Rheinbrücke bei Remagen teil und wurde Ende März in den Norden des Ruhrkessels verlegt. Nach Einsätzen in Unna überquerte sie die Ruhr und zog sich ins Sauerland zurück.
Im April 1945 hielten sich im Raum Iserlohn zahlreiche Wehrmachtseinheiten auf; die meisten von ihnen, auch die Panzerjäger-Abteilung 512, unterstanden dem LIII. Armeekorps. Generalleutnant Fritz Bayerlein und sein Stab kamen zu der Einschätzung, dass der von den Spitzen des NS-Staates ebenso wie von der regionalen Heeresleitung befohlene Widerstand bis zum Letzten nicht durchführbar war. Deshalb kontaktierte Bayerlein am 15. April die amerikanische Divisionsführung und kapitulierte am folgenden Tag mit allen ihm unterstellten Einheiten in Menden, wo sich das Hauptquartier der 7th Armored Division befand. Damit waren die Kampfhandlungen auch in der Nachbarstadt Iserlohn sofort einzustellen, was dort aber offensichtlich beiden Kriegsparteien nicht bekannt war.
Nach einem mehrfach von amerikanischen Militärs in der Endphase des Zweiten Weltkriegs befolgten Muster stellten Offiziere der 99th Infantry Division Vertretern der Stadt Iserlohn ein Ultimatum: Sollte die Stadt, welche bisher kaum Kriegsschäden aufwies, nicht bedingungslos übergeben werden, würde sie durch Bombardierung und Artilleriebeschuss zerstört. An den Beratungen im Iserlohner Rathaus nahmen neben Vertretern von Bürgerschaft und Stadtverwaltung auch Otto Perl, Major der Schutzpolizei, und Oberleutnant Albert Ernst teil. Die Details sind unklar, sowohl Perl als auch Ernst beanspruchten später für sich, für die Übergabeverhandlungen verantwortlich zu sein. Eindeutig ist hingegen aufgrund zeitgenössischer Fotos, dass Ernst eine „ehrenvolle“ Kapitulation zugestanden wurde, woraufhin er die drei noch einsatzbereiten ihm unterstellten Jagdtiger vom Rathausplatz zum Schillerplatz auffahren ließ und seinen Soldaten eine Ansprache hielt. Übergeben wurden sie der 99. US-Infanteriedivision, im Beisein amerikanischer Kameramänner, die die Übergabe filmten und fotografierten. Blank betont, dass die eindrucksvoll inszenierte Übergabe der Panzerkompanie durch Ernst nach der Kapitulation Bayerleins bedeutungslos gewesen sei. Die von den städtischen Behörden im Rathaus vollzogene Übergabe der Stadt sei ein davon zu unterscheidender Vorgang, der sich aber in der kollektiven Erinnerung mit Ernsts Maßnahmen verbunden habe. Major Perl dagegen hatte noch im März 1945 einen wegen Fahnenflucht verurteilten deutschen Soldaten erschossen. Er musste sich deswegen 1949 vor dem Landgericht Hagen verantworten und wurde zu einer sechsjährigen Zuchthausstrafe verurteilt.
Ernst ließ sich 1947 in Iserlohn nieder und war als Besitzer einer Fahrschule tätig. Er stellte seine Rolle als Retter Iserlohns auch auf Vorträgen dar. Dem widersprach Major Perl, nachdem er aus der Haft entlassen worden war. Als Identifikationsfigur habe sich der Ritterkreuzträger und Wehrmachtsoffizier Ernst für die kollektive Erinnerung in Iserlohn aber stärker empfohlen als der durch ein Kriegsendphaseverbrechen belastete ehemalige Polizeibeamte, urteilt Blank.
Eine im April 2007 enthüllte Gedenktafel dankt fünf beteiligten Personen für die kampflose Übergabe der Stadt. Albert Ernst wird dabei an erster Stelle genannt vor den Priestern Heinrich Ditz (fälschlich „Dietz“ geschrieben) und Bruno Linde, dem Arzt Paul Möckel und Polizeimajor Otto Perl. Der Historiker Wolf R. Seltmann zitiert in seinem Buch über die kampflose Übergabe Iserlohns The Bubble Burst hingegen einen Brief von Pfarrer Linde, in dem Ernst gar nicht erwähnt wird und Perl als die mutige Schlüsselfigur der kampflosen Übergabe gilt. Perl habe auch die befohlene Erschießung russischer Kriegsgefangener verhindert.